# أم شكاعة
أم شكاعة (أم شكاعا)، قرية من قرى محافظة الحناكية في منطقة المدينة المنورة في السعودية، تقع شرق المدينة المنورة